# Île de l'Est
L'île de l'Est è un'isola dell'arcipelago sub-antartico delle Crozet, appartenente alle Terre australi e antartiche francesi.
Insieme all'Île de la Possession da cui dista 18 km, al di là del Canal des Orques, forma il gruppo orientale dell'arcipelago.
Con 130 km² di superficie, l'île de l'Est è la seconda più grande dell'arcipelago. Il punto più alto dell'isola (e di tutte le Isole Crozet) è il monte Marion-Dufresne, che raggiunge un'altitudine di 1050 m.

## Storia
L'île de l'Est fu scoperta il 24 gennaio 1772 dall'esploratore francese Nicolas Thomas Marion-Dufresne. All'epoca le venne dato il nome île Aride, in seguito île Chabrol nel 1825.
Sull'isola giunsero diversi cacciatori di foche provenienti dalla Gran Bretagna, dalla Nuova Inghilterra e dalla Francia. Il più famoso di questi fu Guillaume (William) Lesquin, originario di Roscoff, il quale, a 22 anni, il 29 luglio 1825 naufragò con l'equipaggio ormai ridotto a soltanto 6 persone della nave l'Aventure (il resto dell'equipaggio, ossia 9 marinai, erano sbarcati all'île aux Cochons e perirono in mare nel tentativo di andarsene) sulla spiaggia che fu proprio per l'appunto chiamata plage du Naufrage, sulla costa settentrionale dell'isola. Salvato il 6 gennaio 1827 dalla nave britannica Cape Pucket, Guillaume Lesquin tornerà in Francia il 7 maggio 1827.

## Geografia
L'île de l'Est, così come le altre isole dell'arcipelago, è un'area protetta in quanto compresa nella Riserva naturale nazionale delle terre australi francesi. Tale protezione include sia lo spazio terrestre dell'isola che le sue acque territoriali.. Pertanto, vi sono autorizzate esclusivamente attività di ricerca scientifica e tecnica..

### Vulcanologia
I primi rilievi vulcanologici sull'île de l'Est furono effettuati nel dicembre del 1975 e nel gennaio 1976 da Jean Lameyre e Jacques Nougier, con il supporto degli elicotteri dell'Armée de l'air. L'isola è ciò che resta di un potente stratovulcano fortemente eroso dai ghiacciai del Quaternario.
Il centro del vulcano coincide con il centro dell'isola. Il suo "cuore" (nell'area del col des Rafales) è costituito da rocce e dicchi che hanno subìto un leggero metamorfismo (epidoto), iniettati di rocce plutoniche del tipo gabbro-diorite, risalenti a 8,75 milioni di anni fa (Miocene). Tutto ciò costituisce la fase 1 della formazione dell'isola.
Al di sopra e in disarmonia con le formazioni della prima fase, vi sono strati di agglomerati con oltre 1000 metri di spessore (fase 2 e fase 3). Questi agglomerati sono rinforzati da una rete densa di filoni e dicchi che costituiscono i rilievi degli attuali monti Duclesmeur e Lesquin. La fase 3 risale a circa un milione di anni fa (Pleistocene) e consistette nell'emissione di lave basaltiche di varie composizioni.
L'ultima attività vulcanica (fase 4) è caratterizzata da coni di tipo stromboliano (soprattutto a Mont Marion). Si stima abbia avuto luogo meno di 200.000 anni fa (per quanto riguarda alcune formazioni anche meno di 5.500 anni fa), ossia contemporaneamente o in seguito alla grande glaciazione che ha ricoperto l'île de l'Est, simile a quella attuale dell'Isola Bouvet nell'Atlantico meridionale.
La suddetta glaciazione, approfittando della rete di faglie e dicchi e della consistenza friabile degli agglomerati, ha modellato delle valli brevi e ripide. Le scogliere, che proteggono l'isola lungo quasi tutto il perimetro, testimoniano un'intensa attività di erosione litoranea.
Si può considerare l'île de l'Est come un vulcano quiescente, ma ad un grado inferiore rispetto alle vicine Île de la Possession e Île aux Cochons.

## Fauna
Si tratta di una delle poche isole australi a non essere stata contaminata da ratti, conigli o gatti; ne consegue una fauna particolarmente ricca ed unica, ragione degli sforzi di conservazione.